# Хермина фон Валдек-Пирмонт
Хермина/Херминия фон Валдек-Пирмонт´(на немски: Hermine/Hermínia Prinzessin zu Waldeck und Pyrmont; * 29 септември 1827, Аролзен; † 16 февруари 1910, дворец Бюкебург) е принцеса от Валдек-Пирмонт и чрез женитба княгиня на Шаумбург-Липе (21 ноемврю 1860 – 8 май 1893).

## Биография
Тя е втората дъщеря на княз Георг II Фридрих Хайнрих фон Валдек-Пирмонт (1789 – 1845) и съпругата му принцеса Емма фон Анхалт-Бернбург-Шаумбург-Хойм (1802 – 1858), дъщеря на княз Виктор II фон Анхалт-Бернбург-Шаумбург-Хойм (1767 – 1812) и принцеса Амалия фон Насау-Вайлбург (1776 – 1841).
Хермина е леля на Мария (1857 – 1882), омъжена на 15 февруари 1877 г. за по-късния крал Вилхелм II фон Вюртемберг (1848 – 1921), и на Емма (1858 – 1934), омъжена на 17 януари 1879 г. в Аролзен за крал Вихелм III от Нидерландия (1817 – 1890).
Хермина фон Валдек-Пирмонт умира на 16 февруари 1910 г. на 82 години в Бюкебург.

## Фамилия
Хермина фон Валдек-Пирмонт се омъжва на 25 октомври 1844 г. Аролзен за първия си братовчед княз Адолф I Георг фон Шаумбург-Липе (* 1 август 1817, дворец Бюкебург; † 8 май 1893, дворец Бюкебург), най-големият син на 1. княз Георг Вилхелм фон Шаумбург-Липе (1784 – 1860) и принцеса Ида фон Валдек-Пирмонт (1796 – 1869). Те имат осем деца.
- Хермина (* 5 октомври 1845, Бюкебург; † 23 декември 1930, Регенсбург), омъжена в Бюкебург на 16 февруари 1876 г. за херцог Максимилиан фон Вюртемберг (* 3 септември 1828; † 28 юли 1888), син на херцог Фридрих Паул Вилхелм (1797 – 1860) и принцеса Мария София Доротея фон Турн и Таксис (1800 – 1870)
- Стефан Албрехт Георг фон Шаумбург-Липе (* 10 октомври 1846, Бюкебург; † 29 април 1911, Бюкебург), княз на Шаумбург-Липе (1893 – 1911), женен на 16 април 1882 г. в Алтенбург за принцеса Мария Анна фон Саксония-Алтенбург (* 14 март 1864, Алтенбург; † 3 май 1918, Бюкебург)
- Петер Херман (* 19 май 1848, Бюкебург; † 29 декември 1918, Бюкебург), неженен
- Емма Фридерика Ида (* 16 декември 1850, Бюкебург; † 25 ноември 1855)
- Ида Матилда Аделхайд фон Шаумбург-Липе (* 28 юли 1852, Бюкебург; † 28 септември 1891, Грайц), омъжена на 8 октомври 1872 г. в Бюкебург за княз Хайнрих XXII от Ройс стара линия (* 28 март 1846, Грайц; † 19 април 1902, Грайц); родители на Хермина Ройс, втората съпруга на последния германски кайзер Вилхелм II
- Ото Хайнрих (* 23 септември 1854, Бюкебург; † 18 август 1935, Котбус), женен в Елзен на 28 ноември 1893 г. за Анна фон Копен, направена графиня фон Хагенбург на 20 ноември 1893 г. (* 3 февруари 1860; † 27 март 1932)
- Адолф Вилхелм Виктор (* 20 юли 1859, Бюкебург; † 9 юли 1917, Бон), женен в Берлин на 19 ноември 1890 г. за принцеса Виктория Пруска (* 12 април 1866; † 13 ноември 1929), дъщеря на германски кайзер Фридрих III
- Емма Елизабет Батилдис Августа Агнес (* 13 юли 1865, Бюкебург; † 27 септември 1868, Вилдбад в Шварцвалд)